# Peter Mayntz
Peter Laurits Mayntz (6. september 1807 på Landhøj Mølle ved Svendborg – 29. juni 1876) var en dansk godsejer, senere proprietær og politiker.
Mayntz var søn af mølleejer, tidligere skolelærer Mikael Hansen Mayntz. Som 25-årig overtog han møllen og var fra 1837 sammen med to morbrødre ejer af herregården Klingstrup, som han bestyrede. Han var medstifter 1852 af Sparekassen for Svendborg og Omegn. 1853 overtog han 1/3 af Klingstrup som en proprietærgård på 11 tønder hartkorn, som han kaldte Ny Klingstrup, og opførte dens hoved- og ladebygninger. Han var medstifter af Svendborg Amts landøkonomiske Forening, i hvis 3. distrikt han valgtes til formand 1857, medlem af det lokale sogneforstanderskab, hvor han var formand fra 1842, og udfoldede i det hele taget stor virksomhed i offentlige forhold. Han sluttede sig til Oktoberforeningen.
I maj 1854 udtrådte to konservative medlemmer af Landstinget, stiftamtmand I.J. Unsgaard og gårdejer Adolph Jørgensen, og ved suppleringsvalget for 6. kreds lykkedes det først kun mølleejer M.G. Krag at nå absolut flertal, mens Mayntz, som havde stillet op, kun blev nr. 4 med 56 stemmer. Der var yderligere fire kandidater. Ved omvalget blev Mayntz dog klart vinderen og blev genvalgt ved det ordinære valg i 1855, men lod sig ikke genopstille i 1859. På tinge, hvor han sad fra 23. august 1854 til 20. juni 1859, var han konservativ.
Han vendte tilbage til Rigsdagen i 1864, hvor han med held stillede op i Svendborgkredsen (Svendborg Amts 3. valgkreds) til folketingsvalget og nu repræsenterede Bondevennerne. Han slog den hidtidige konservative repræsentant, borgmester J.C. Jessen, der havde haft mandatet siden 1858. Mayntz genvalgtes 1866 som tilhænger af den gennemsete Grundlov, men trak sig tilbage 12. oktober umiddelbart inden valget 1866 og anbefalede J.A. Hansen til sin efterfølger.
Han var gift med Marie Caroline Hansen (16. juni 1819 – 20. maj 1887). De stiftede i 1875 P.L. Mayntz og Hustrus Familielegat.